# Sistema satellitare globale di navigazione
Un sistema satellitare globale di navigazione (in lingua inglese global navigation satellite system, acronimo GNSS) è un sistema di geo-radiolocalizzazione e navigazione terrestre, marittima o aerea, che utilizza una rete di satelliti artificiali in orbita e pseudoliti.
Un tale sistema fornisce un servizio di posizionamento geo-spaziale a copertura globale che consente a piccoli ed appositi ricevitori elettronici di determinare le loro coordinate geografiche (longitudine, latitudine ed altitudine) su un qualunque punto della superficie terrestre o dell'atmosfera con un errore di pochi metri, elaborando segnali a radiofrequenza trasmessi in linea di vista da tali satelliti.
Tra questi si annoverano il sistema statunitense NAVSTAR Global Positioning System (GPS), tuttora pienamente operativo. Il sistema russo GLONASS, pienamente operativo dal dicembre 2011.
Il sistema europeo Galileo è entrato in servizio il 15 dicembre 2016. Tuttora in fase di implementazione, si prevede la sua piena operatività nel 2019. La Cina vuole espandere e rendere globale il sistema di posizionamento Beidou per ora regionale. L'India infine sta sviluppando IRNSS, un sistema GNSS di nuova generazione.

## Storia

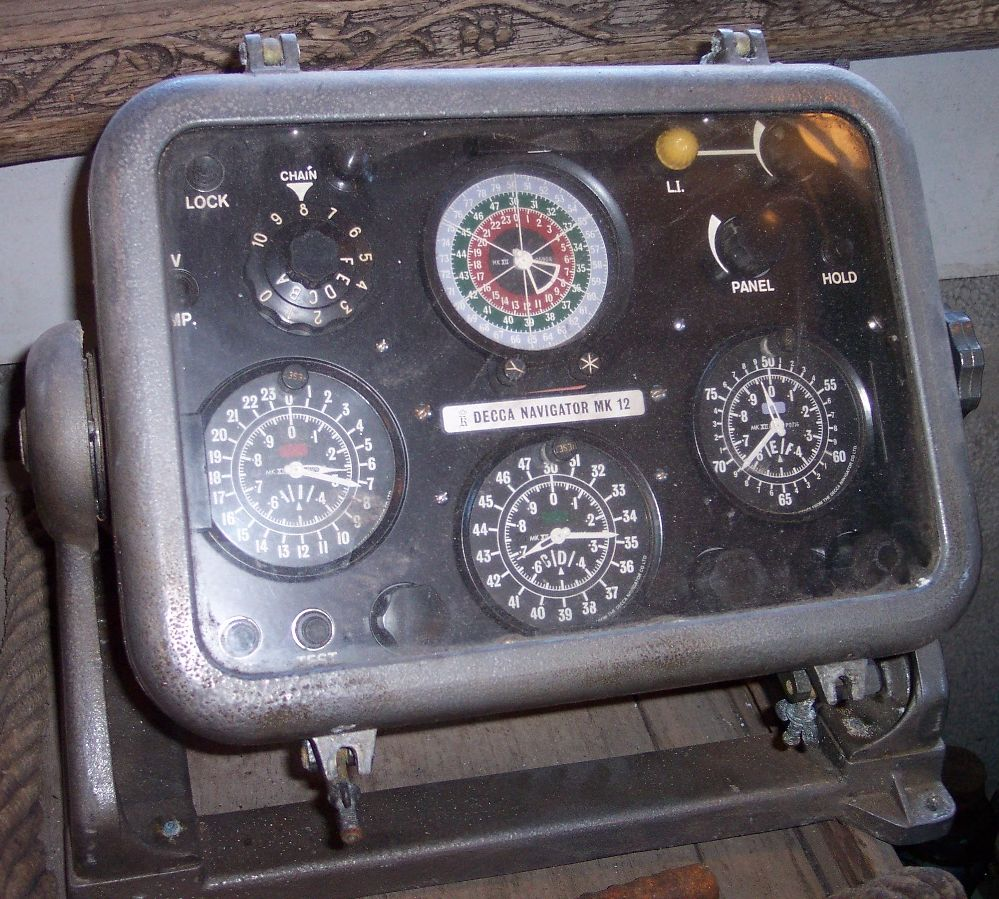
Sistema DECCA

I predecessori della tecnologia per la navigazione globale furono i sistemi che utilizzano stazioni trasmittenti poste a terra, come DECCA, LORAN e OMEGA, che trasmettono segnali radio in genere in banda LF. Questi sistemi inviano un impulso radio principale da una postazione "master", seguito da impulsi da altre stazioni "slave". Il ritardo tra la ricezione e la trasmissione del segnale presso le stazioni "slave" è accuratamente controllato, permettendo ai ricevitori di confrontare il ritardo tra i segnali, da cui si ottiene la distanza da ognuna delle stazioni "slave" e quindi un calcolo della posizione.
Il primo sistema satellitare fu Transit, creato dall'esercito statunitense negli anni sessanta. Il funzionamento si basava sull'effetto Doppler: i satelliti si spostavano su orbite note e trasmettevano i loro segnali su una frequenza specifica. La frequenza ricevuta differiva da quella nominale a causa dello spostamento del satellite rispetto al ricevitore. Monitorando questa variazione di frequenza su un breve intervallo di tempo, il ricevitore poteva determinare la sua posizione.
Parte dei dati trasmessi da un satellite riguardano gli esatti parametri dell'orbita che sta compiendo. Per avere accuratezza l'Osservatorio Navale statunitense (USNO) monitorava costantemente l'orbita di questi satelliti, "informandolo" nel caso avesse deviato dalla sua traiettoria, in modo che questo inviasse poi i dati aggiornati.

## Descrizione

### Principi teorici di funzionamento

Localizzazione mediante l'uso di tre satelliti

I sistemi moderni sono più diretti. Il satellite trasmette un segnale che contiene la posizione del satellite e l'ora di trasmissione del segnale stesso, ricavata da un orologio atomico al fine di mantenere la sincronizzazione con gli altri satelliti della costellazione. Il ricevitore confronta il tempo della trasmissione con quello misurato da un proprio orologio interno, ricavando così il tempo impiegato dal segnale per arrivare dal satellite. Diverse misure possono essere effettuate contemporaneamente con satelliti differenti, ricavando così il posizionamento in tempo reale.
Ogni misura di distanza, a prescindere dal sistema usato, individua una sfera che ha per centro un satellite; dall'intersezione di queste sfere si ottiene il posizionamento. Tuttavia, nel caso di ricevitori in movimento rapido, la posizione del ricevitore si muove mentre i segnali vengono ricevuti. In più i segnali radio ritardano leggermente mentre attraversano la ionosfera e questo ritardo varia con l'angolo tra ricevitore e satellite, perché questo cambia la distanza percorsa attraverso la ionosfera.
Il calcolo di base tenta così di trovare la linea diretta più corta tangente a quattro sfere centrate su quattro satelliti. I ricevitori riducono gli errori usando combinazioni di segnali da più satelliti e vari correlatori ed ancora usando tecniche come il filtro di Kalman per unire i dati affetti da rumore, parziali e costantemente variabili in una singola stima di posizione, tempo e velocità.

### Classificazione dei sistemi GNSS

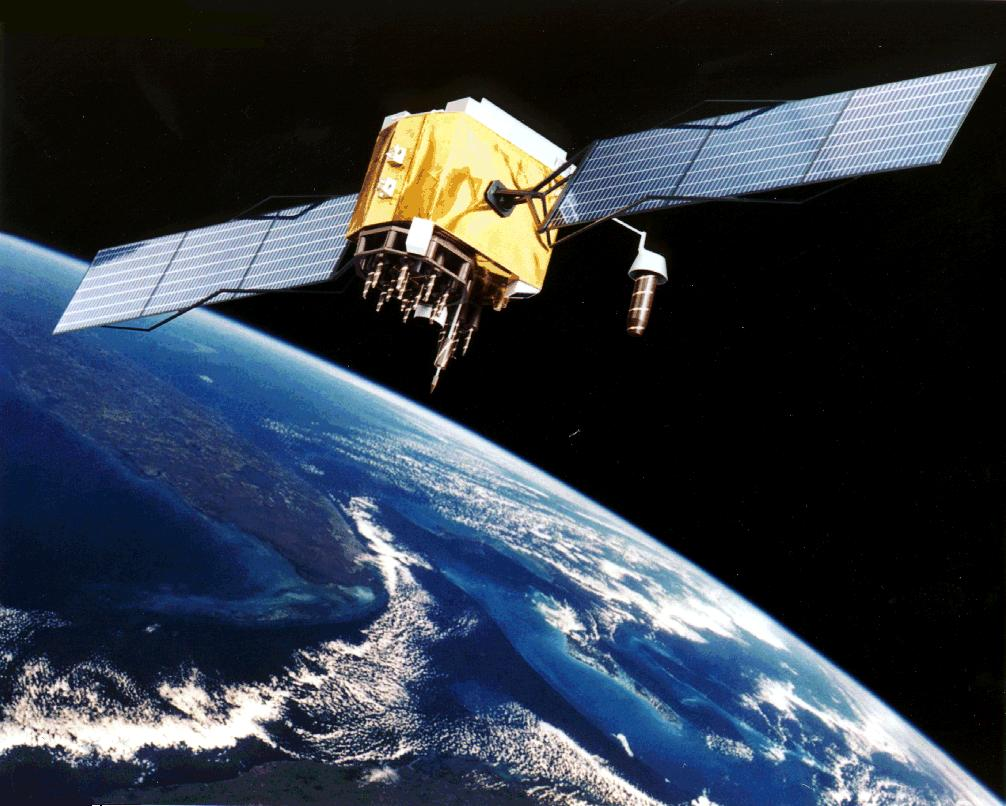
Satellite GPS

I sistemi GNSS che forniscono buona accuratezza e controllo dell'integrità dell'informazione per usi di navigazione civile sono classificati come segue
- GNSS-1 è la prima generazione e combina i sistemi esistenti (GPS e GLONASS) con il Satellite Based Augmentation System (SBAS) o il Ground Based Augmentation System (GBAS). Negli Stati Uniti, il componente su satellite è il Wide Area Augmentation System (WAAS), in Europa è l'European Geostationary Navigation Overlay Service (EGNOS) e in Giappone è il Multi-Functional Satellite Augmentation System (MSAS). L'incremento di accuratezza mediante componenti a terra (Ground based augmentation) è dato da sistemi come il Local Area Augmentation System (LAAS).
- GNSS-2 è la seconda generazione di sistemi che forniscono il servizio di navigazione satellitare civile, di cui è esempio il sistema Galileo. Questi sistemi usano frequenze L1 e L2 per l'uso civile e L5 per l'integrità di sistema. Attualmente si sta cercando di fornire al GPS per uso civile le frequenze L2 e L5, rendendolo così un sistema GNSS-2.
- Sistemi di navigazione satellitare "puri" attuali: GPS, Galileo e GLONASS.
- Global Satellite Based Augmentation System (SBAS): Omnistar, StarFire.
- SBAS regionali, incluso WAAS(US), EGNOS (EU), MSAS (Giappone) e GAGAN (India).
- Sistemi di navigazione satellitare regionali: QZSS (Giappone), IRNSS (India) e Beidou (Cina).
- Ground Based Augmentation System di ampiezza continentale (GBAS): GRAS (Australia) e GPS differenziale (USA).
- GBAS regionali: CORS network.
- GBAS locali con singola stazione GPS di riferimento a correzioni Real Time Kinematic (RTK).

### Applicazioni civili e militari
Le applicazioni militari hanno dato la spinta iniziale alla ricerca sulla navigazione satellitare. Essa permette un'alta precisione nel colpire i bersagli e nell'evitare quindi danni non voluti ad altre strutture adiacenti. Per questo è un obiettivo della ricerca militare per molti paesi.

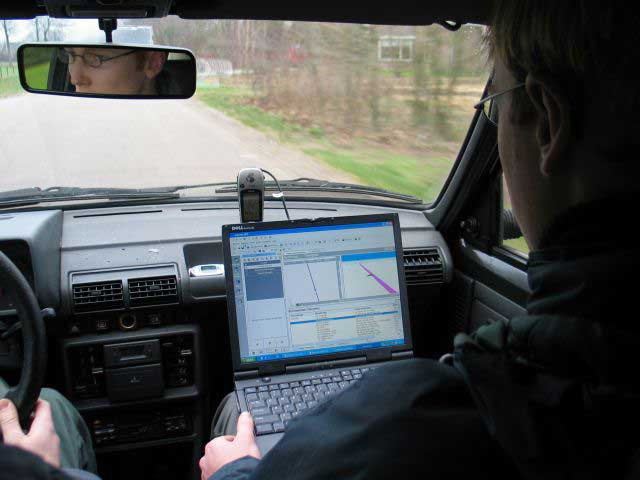
Navigazione satellitare con laptop e ricevitore GPS

I sistemi GNSS hanno molte applicazioni:
- Navigazione, sia con ricevitori portatili, ad esempio per il trekking, che con dispositivi integrati tra i comandi di mezzi di trasporto come automobili, autocarri, navi e aeromobili;
- Sincronizzazione dell'orario in dispositivi elettronici;
- Location-based service;
- Monitoraggio;
- Inserimento dati in un sistema informativo territoriale;
- Servizio di ricerca e soccorso;
- Geofisica;
- Applicazioni topografiche e catastali;
- Applicazioni di machine automation (guida automatica di macchine) per movimento terra e agricoltura;
- Creazioni di reti di stazioni permanenti GPS per la distribuzione di servizi di correzione differenziale e dati in formato RINEX;
- Dispositivi di tracciamento per animali selvatici;
- Antifurto satellitare;

Si noti che la facoltà di fornire un servizio di navigazione satellitare significa anche poterne negare la disponibilità o peggiorarne volutamente le prestazioni.

## Sistemi satellitari globali di navigazione attuali

### GPS
Lo statunitense Global Positioning System (GPS) è composto da 32 satelliti in orbita MEO su sei differenti piani orbitali, dei quali 24 in uso ed 8 di riserva. È operativo dal 1978 e disponibile per tutto il mondo dal 1994. Il GPS è il sistema satellitare di navigazione più usato nel mondo.

### GLONASS

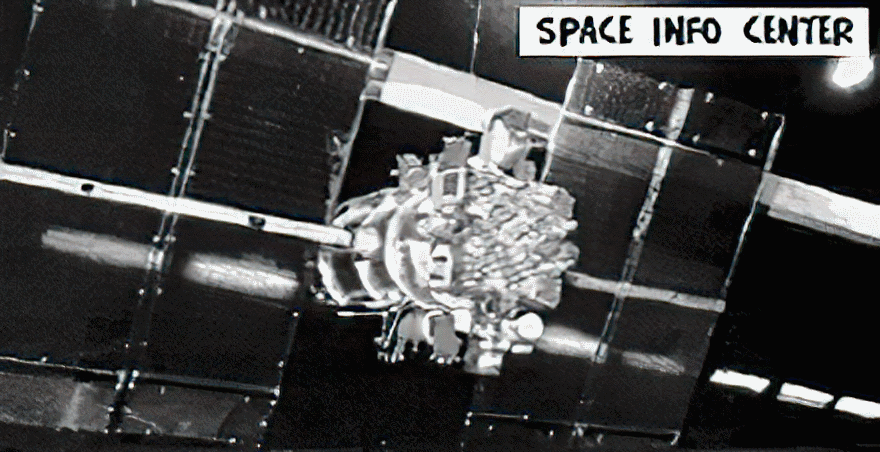
Satellite di Glonass

Il sistema sovietico Global'naya Navigatsionnaya Sputnikovaya Sistema, o GLONASS, subì un forte calo nella quantità dei satelliti funzionanti che ne ridussero notevolmente la capacità operativa quando, con la caduta dell'Unione Sovietica, i fondi necessari alla manutenzione del sistema furono drasticamente tagliati. A dicembre 2011 la funzionalità del sistema è stata completamente ripristinata.
L'India ha firmato accordi con la Russia per lo sviluppo congiunto del sistema.

## Sistemi satellitari globali di navigazione futuri

### Compass
La Cina intende ampliare il proprio sistema regionale di navigazione, chiamato Beidou o Big Dipper, per renderlo a copertura globale: si tratta del progetto Compass secondo l'agenzia di stampa ufficiale cinese Xinhua. Il sistema Compass dovrebbe usare 27 satelliti in orbita MEO e 5 geostazionari e 3 in orbita IGSO. Avendo affermato di voler cooperare con altri paesi per Compass non è chiaro come la Cina si ponga nei confronti del progetto europeo Galileo.
I satelliti in orbita (informazioni aggiornate a dicembre 2011) sono 9 di cui 6 operativi, 2 in manutenzione e 1 in fase di test ai quale si è aggiunto un ulteriore satellite lanciato il primo dicembre 2017.

### DORIS
Doppler Orbitography and Radio-positioning Integrated by Satellite (DORIS) è un sistema satellitare di precisione francese.

### Galileo

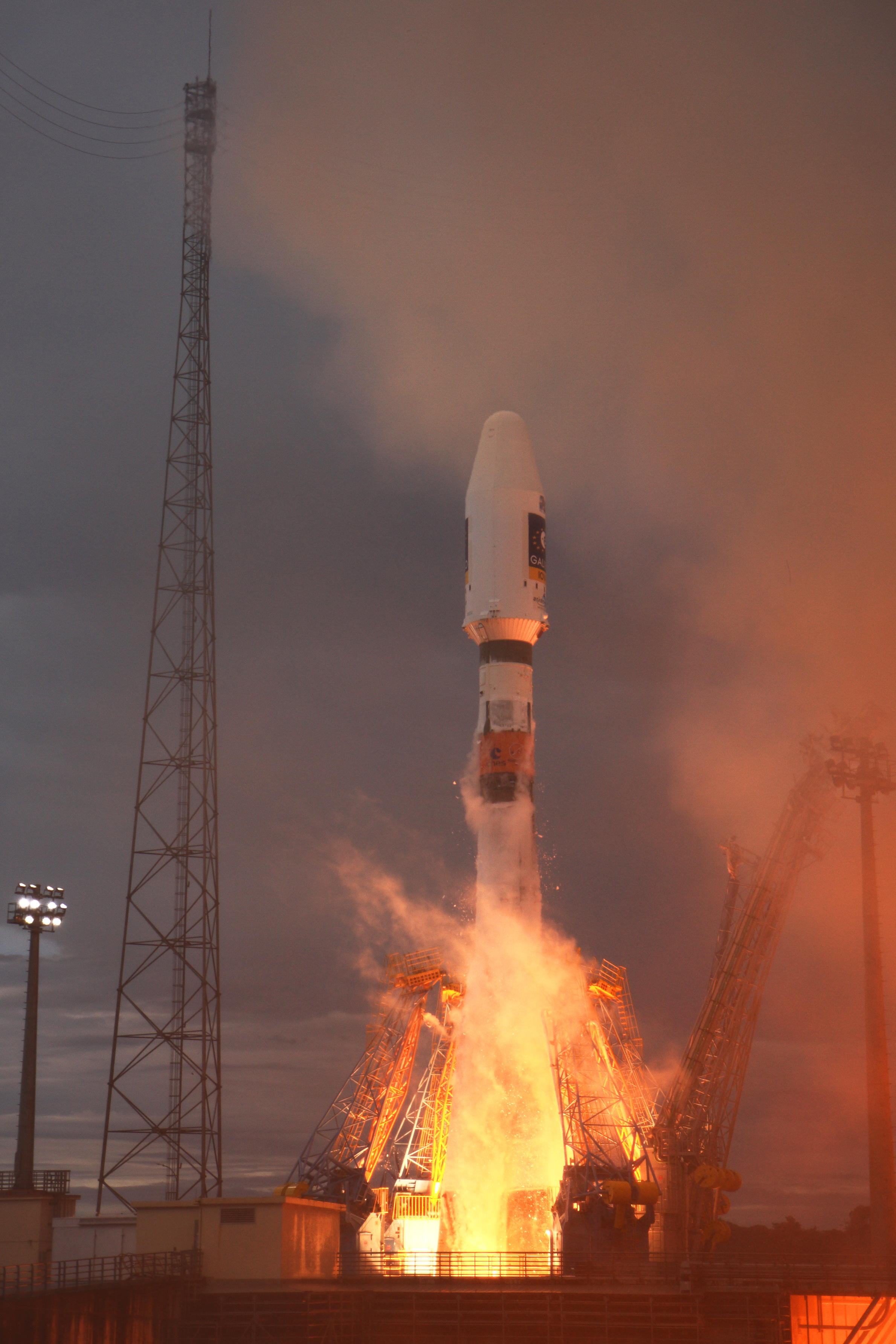
Lancio del satelliti GALILEO

L'Unione europea e l'Agenzia Spaziale Europea nel marzo 2002 hanno presentato il loro progetto di sistema alternativo al GPS, chiamato Galileo, dal costo previsto di circa 2,4 miliardi di sterline.
La sua entrata in servizio prevista per la fine del 2019 è stata anticipata al 15 dicembre 2016.
Inizialmente previsto per essere operativo tra il 2012 e il 2013. I primi due satelliti sperimentali furono lanciati rispettivamente il 28 dicembre 2005 e il 27 aprile 2008.
Il 21 ottobre 2011 sono stati invece lanciati i primi due satelliti della fase IOV (In Orbit Validation), seguiti da altri due nel 2012, due nel 2014 e infine due (il settimo e l'ottavo) il 27 marzo 2015.
I più recenti ricevitori GPS sono già compatibili con Galileo. Potranno quindi sfruttare entrambe le costellazioni per aumentare accuratezza.

### IRNSS
L'Indian Regional Navigational Satellite System (IRNSS) è un progetto di sistema satellitare di navigazione regionale autonomo che sarà realizzato e controllato dal governo indiano. Dovrebbe garantire il posizionamento con un errore massimo di 20 metri nel territorio indiano e in una area di dimensioni di circa 1.500-2.000 km intorno ad esso. È stato annunciato che saranno costruiti in India tutti i componenti del sistema: satelliti, stazioni di controllo a terra e ricevitori. Il governo ha approvato il progetto nel maggio 2006, con l'intenzione di implementarlo in 6 o 7 anni.

### QZSS
Il Quasi-Zenith Satellite System (QZSS), è un progetto di sistema regionale a quattro satelliti per il miglioramento del GPS nel territorio giapponese. Il primo satellite è stato lanciato l'11 settembre 2010.

## GNSS Augmentation
Il concetto di GNSS Augmentation riguarda l'uso di informazioni esterne, spesso integrate nel processo di calcolo, per migliorare l'accuratezza, la disponibilità e l'affidabilità del segnale satellitare. Ci sono diversi sistemi in opera: alcuni trasmettono informazioni supplementari sulle fonti di errore (come ritardi negli orologi o ritardo dovuto alla propagazione nella ionosfera), altri forniscono direttamente misure sulla precisione del segnale, mentre un terzo gruppo fornisce informazione navigazionale o veicolare da integrare nel calcolo del posizionamento.
Sono esempi di tali sistemi il Wide Area Augmentation System, lo European Geostationary Navigation Overlay Service, il Multi-functional Satellite Augmentation System, il GPS differenziale e l'utilizzo di sistemi di navigazione inerziali.

### Riviste
- GEOmedia, rivista italiana di geomatica e geografia intelligente, su rivistageomedia.it.